# Suman Pokhrel
Suman Pokhrel (Nepali: सुमन पोखरेल, nascido em 21 de setembro de 1967) é um poeta nepalesa, tradutor, dramaturgo e artista. Suas obras já foram traduzidas e publicadas internacionalmente. Universidades no Nepal e na Índia incluíram sua poesia em seus currículos.
Pokhrel é o único escritor a ter recebido o Prêmio Literário SAARC duas vezes, conquistando essa honra em 2013 e 2015. Ele também foi reconhecido com vários outros prêmios literários nacionais e internacionais, incluindo o Prêmio Internacional de Literatura Shaluk 2023, concedido pela revista Shaluk em Bangladesh, e o Prêmio de Poeta Inspirador da Ásia 2023, apresentado pelos Prêmios da Ásia.

## Biografia
Suman Pokhrel nasceu em 21 de Setembro de 1967, na Mills Área, Biratnagar, primogênito de Mukunda Prasad Pokhrel e Bhaktadevi Pokhrel.

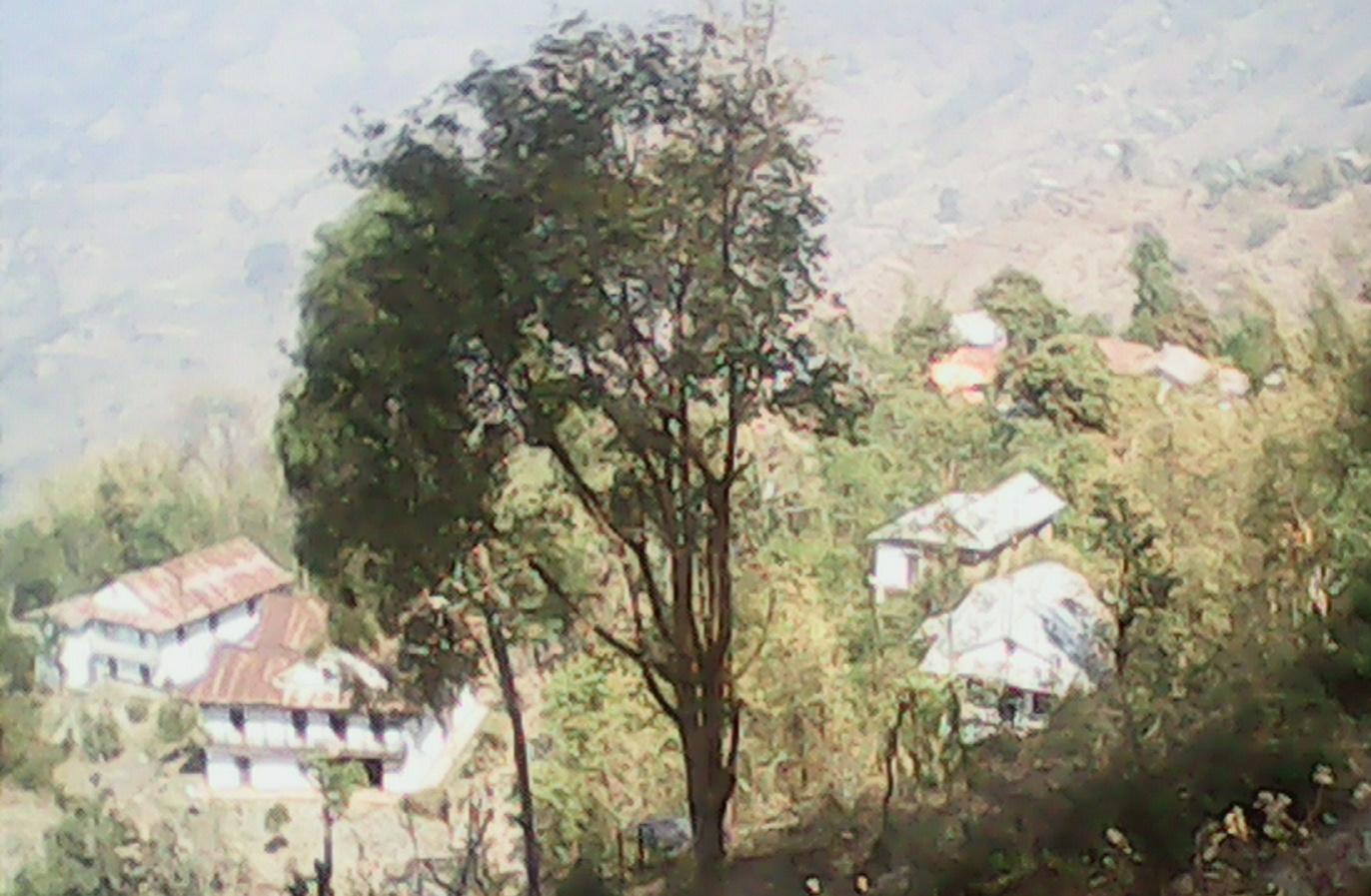
AldeiaKachide

Suman Pokhrel frequentou o centro de desenvolvimento em Biratnagar, até os cinco anos de idade. Mais tarde os Pokhrel foram transferidos para a sua aldeia ancestral de Kachide, em Dhankutae até a idade de sete foi criado por sua avó paterna.  Seu avô Bidhyanath Pokhrel era um poeta e política. Ele foi apresentado à literatura através da influência da biblioteca de seu avô, recheada de obras de Nepali, Hindi e de literatura sânscrito clássica. Com a idade de doze anos, ele se mudou de volta para Biratnagar para morar com seus pais. Pokhrel foi orientado por seu pai, que era um engenheiro de profissão e bibliófilo com um grande interesse em arte e literatura.

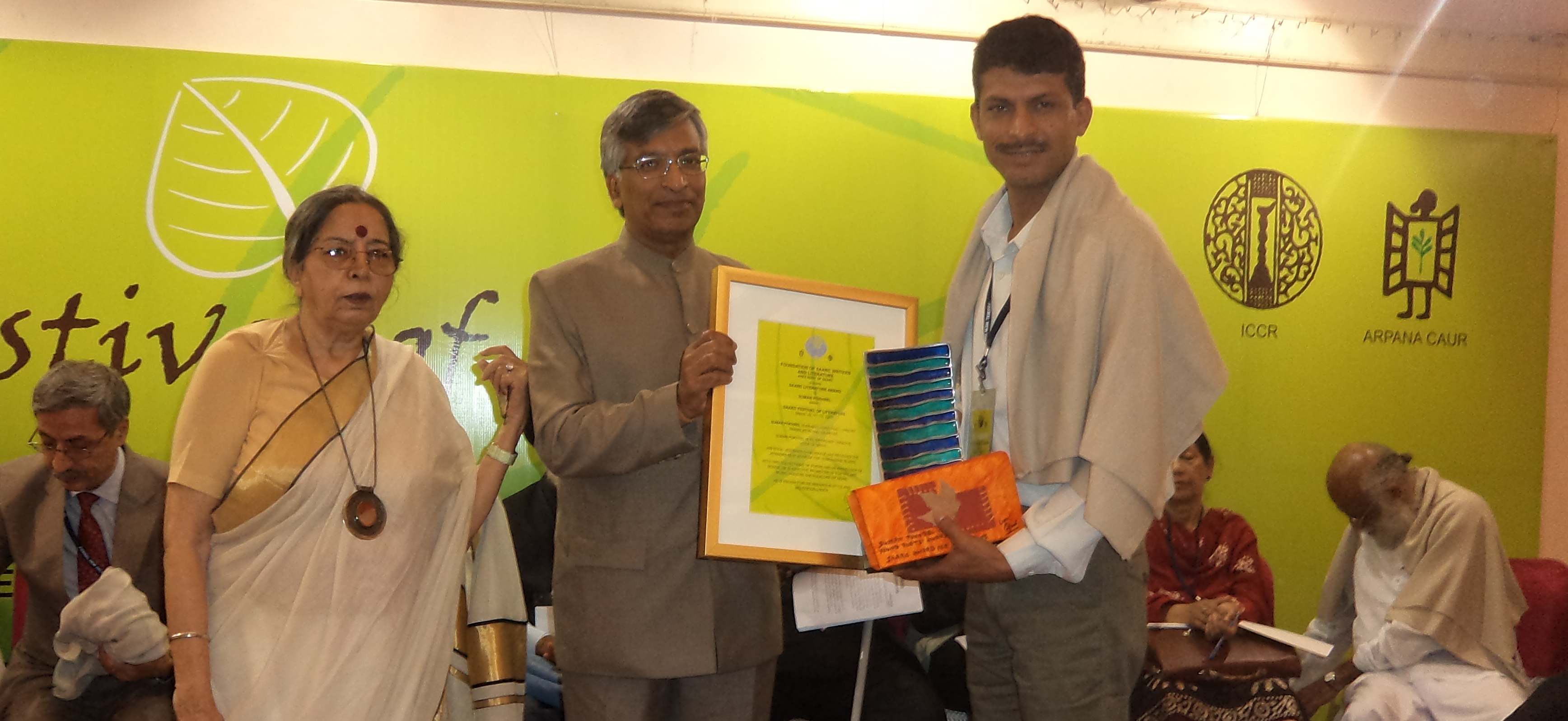
Suman Pokhrel receber Prêmio Literário SAARC 2013

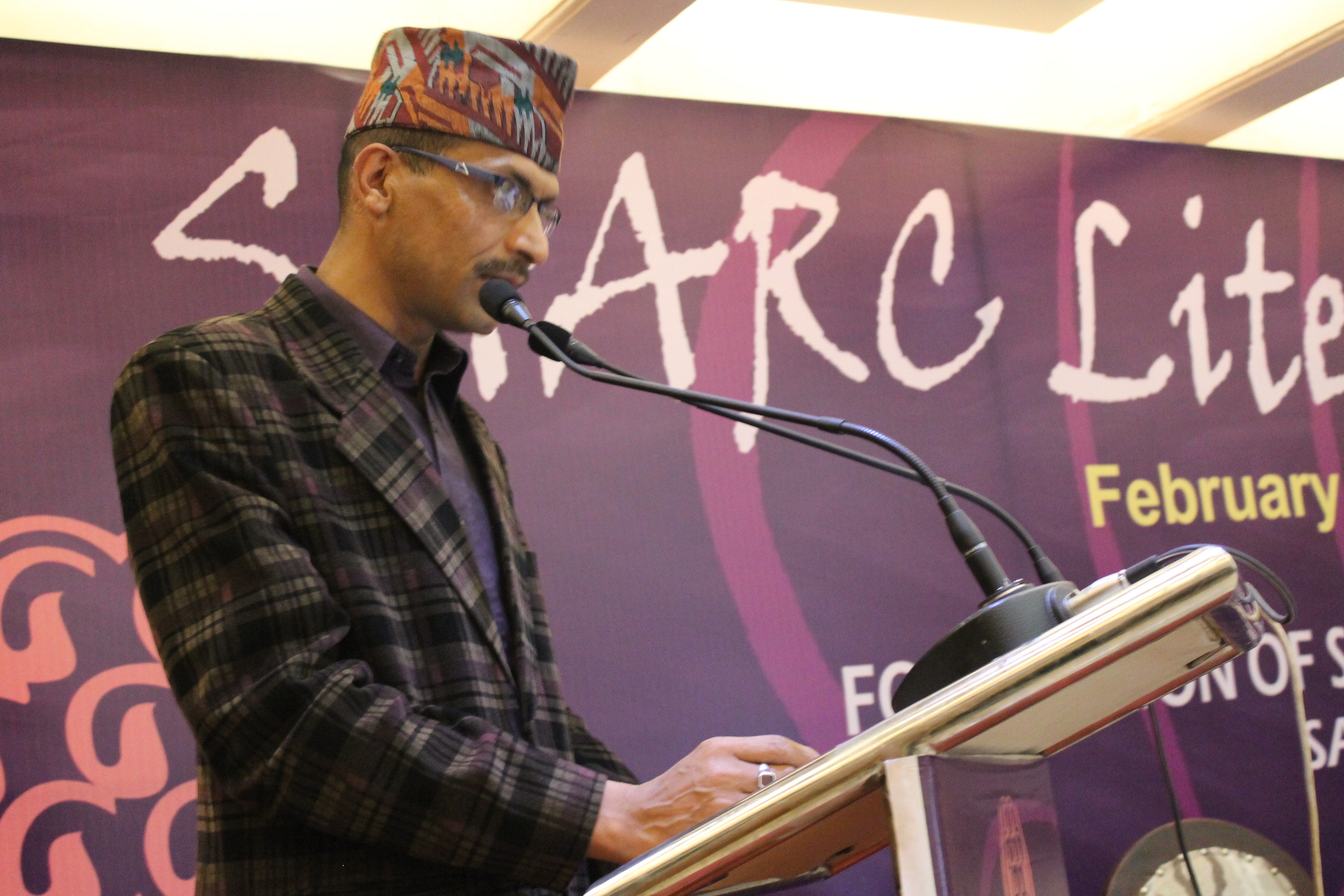
Suman Pokhrel abordar SAARC Festival de Literarue 2015

Pokhrel obteve seu B.Sc, M.B.A. e B.L. da Universidade Tribhuvan, Nepal.
Suman Pokhrel ingressou no serviço público em Nepali Governo Nepal nomeado em fevereiro de 1995. Ele deixou o trabalho e se juntou à Plan International, em dezembro de 1998, como agente de desenvolvimento e foi para a região montanhosa longínqua do país. O trabalho exigiu visitas às áreas mais remotas da região.
Durante suas visitas às aldeias necessitadas ele internalizou as dificuldades que passavam na vida os homens, mulheres e crianças da região. Os cenários de vida observados por ele alimentou sua sensibilidade poética. Foi durante suas visitas a um daqueles lugares que ele escreveu o poema Khorampa, em homenagem aos pobres da aldeia no distrito de Bhojpur de seu país. Neste poema, ele descreve lindamente as dificuldades da vida com os ornamentos da palavra.
Seu poema marco, The Taj Mahal e My Love são poemas inovadores. Neste poema, o poeta reverencia a grandeza do Taj Mahal. 

Suman Pokhrel se juntou ao serviço público Nepali no Governo Nepal como Diretor de Seção em fevereiro de 1995. Ele deixou o trabalho e se juntou a Plan International em dezembro de 1998 como um ativista desenvolvimento e foi para a região montanhosa remota do país. O trabalho exigiu visitas às áreas mais remotas da região.
Um poeta multilingue, Pokhrel tem escrito em Inglês , Hindi e Urdu lado na sua língua materna Nepali ; e tê-los publicados em todos os países. Muitos de seus trabalhos foram traduzidos para outras línguas por vários tradutores incluindo ele próprio.
Os poemas de Suman Pokhrel em Inglês são apareceu em diferentes revistas de poesia internacionais e antologias incluindo neve Jewel; Life & Legends; As músicas que partilham; Sonhos doces e ácidas; Global de Poesia , Aprendizagem e Criatividade ; Grey Sparrow; Prachya revisão ; Califórnia Quarterly ; Assinatura da Ásia ; e em diferentes volumes de Beyond Borders, Sul da Ásia; e Arte de Ser Humano, Canadá.
Ao lado para o Inglês, os poemas de Suman Pokhrel são traduzidas em Bengali, francês, alemão, hindi, italiano, persa, e Espanhol; e são publicados on-line bem como em revistas de diferentes locais de impressão.
Pokhrel leu seus poemas para ambas as audiências nacionais e internacionais. Ele leu seus poemas em SAARC Festivais de Literatura em 2009, 2010, 2011, 2013 e 2015. Ele leu seu poema em SAARC Comemorações do Dia Carta em 8 de Dezembro de 2013, em Nova Deli, Índia como um convidado especial. Ele recitou seus poemas em Nepali durante um programa mensal poesia considerando dois poeta em Kathmandu em Março de 2015. Ele leu seus poemas na reunião de toda a Índia Poets' em Orissa, na Índia , em fevereiro de 2016, um poeta convidado especial do país estrangeiro.
Como tradutor, Pokhrel traduziu poemas de vários poetas de todo o mundo em Nepali . Alguns dos poetas porminent ele traduziu são: Anna Akhmatova, Anna swir, Allen Ginsberg, Delmira Agustini, Faiz Ahmad Faiz, Forough Farrokhzad , Gabriela Mistral, Gulzar , Jacques Prévert, Mahmoud Darwish, Nazik Al Malaika, Nazim Hikmet, Nizar Qabbani, Octavio Paz, Pablo Neruda, Sahir Ludhiyanvi, Sylvia Plath, e Yehuda Amichai.
Suman Pokhrel traduziu obras de vários poetas e escritores nepaleses para o inglês, hindi e urdu. Alguns desses poetas incluem Laxmi Prasad Devkota, Gopal Prasad Rimal, Ishwar Ballav, Sanu Sharma e Geeta Tripathee, entre outros. Suas traduções nepalesas de poemas têm sido considerados como entre alguns melhores traduções de poesia em Nepali.

## Aeconhecimentos
Suman Pokhrel foi premiado SAARC Literary Award duas vezes em 2013 e 2015. Ele tem sido considerada como uma das mais importantes vozes criativas do Sul da Ásia.
Pokhrel foi convidado como convidado especial para recitar o seu poema em SAARC Dia Carta em 8 de dezembro de 2014. Ele foi convidado a conhecer todos os poetas Índia em Orissa, na Índia, em fevereiro de 2016, um poeta convidado de país estrangeiro.
Escritores citou trechos de poemas de Pokhrel em seus write-ups. Começando por citar linhas formam o poema de Suman Prokhrel Cada Manhã , poeta e crítico literário Dr. Shividya Shivkumar escreveu um artigo no The Hindu sobre como a poesia está respondendo ao terrorismo.. Atula Gupta começou seu artigo no Deccan Herald sobre o desequilíbrio ambiental citando linhas do poema de Pokhrel Antes Estátua de Buda na chuva.  Mona Mehata começou um de seus artigos na Falando Árvore citando versos de um dos poema de Pokhrel. Em sua revisão de um livro de Bahadur Manna, Minakshi Mohan começou sua escrita, citando linhas do poema de Pokhrel Cada Manhã. Emily T. Troscianko concluiu seu artigo Quem quer ser normal? em Psychology Today, citando as linhas finais do poema de Pokhrel antes de tomar decisões.
As universidades incluíram sua poesia em seu currículo.Um admirador francês da poesia de Suman Pokhrel tatuou versos de seus poemas em suas partes do corpo.

## Obras

### Publicações

#### Poesia Coleções
- Soonya Mutuku Dhadkanbhitra - 2000, Vaani Publicação Biratnagar
- Jeevanko Chheubaata - 2009, Vaani Publicação Biratnagar ISBN 9789994626556
- Itthamvidha Chitra : Itthamvidha Kavita 2023, Sajha Prakashan ISBN 9789937324243

#### Coleção de poemas líricos
- Hazaar Aankhaa Yee Aankhaamaa 2003, Vaani Publicação Biratnagar ISBN 9789993365637
- Malai Zindagi Nai Dukhdachha 2016

### Coleção de Ghazals
- Soundaryako Sangeet 2016

#### Drama
- Yajnaseni 2016

### Traduções

#### Poesia
- Manpareka Kehi Kavita 2018
- Bharat Shashwat Aawaz 2018
- Tradução de números de obras de poetas estrangeiros para Nepali; nelas estão incluídas as obras de Anna Akhmatova, Anna Swir, Allen Ginsberg, Delmira Agustini, Faiz Ahmad Faiz, Forugh Farrojzad, Gabriela Mistral, Gulzar, Jacques Prévert, Mahmoud Darwish, Nazik Al-Malaika, Nâzım Hikmet, Nizar Qabbani, Octavio Paz, Pablo Neruda, Sahir Ludhiyanvi, Sylvia Plath, Yehuda Amichai

#### Drama
- Aandhibehari 2018 (Tradução do drama A Tempestade, de William Shakespeare em Nepali)

#### Livro de memórias
- Tradução de Ajeet Cour One Zero One em Nepali como Phiranta

## Prêmios
- Prémio de Poeta Inspirador da Ásia (2023) - Prémios da Ásia
- Prémio Internacional de Literatura Shaluk (2023) - Revista Shaluk, Bangladesh
- Autor do Mês (junho de 2023) - Spillwords Press, EUA
- Prémio de Poesia Aarohan (2022) - Aarohan Gurukul
- Prémio Memorial Babarsinha Thapa (2022) - Fundação Memorial Babarsinha Devkumari Thapa
- Prémio Nacional de Talento (2018) - Kala Sahitya Nepali
- Prêmio Literário SAARC 2015 – Fundação de SAARC Escritores e Literatura
- Prêmio Literário SAARC 2013 – Fundação de SAARC Escritores e Literatura[carece de fontes?]>
- Prêmio Parikalpna 2013 - Parikalpana Samaya, India
- Jayandra Melhor Livro do Ano – Jayandra Prasai Academia 2010]